# Notger
Notger (Zwaben, 930 – Luik, 10 april 1008), ook wel Notker genoemd, was de achttiende bisschop van Luik. Hij kan gezien worden als de grondlegger van het prinsbisdom Luik, hoewel de titel prins-bisschop van Luik pas vanaf Everhard van der Marck begin zestiende eeuw officieel werd.
Notger was de zoon van Brajo (Bellicosus) graaf van Oettingen en zijn gemalin Hedwich, een hertogin uit Zwaben, en begon zijn kerkelijke loopbaan als monnik in de abdij van Sankt Gallen. In die hoedanigheid kwam hij terecht in de kanselarij van de Duitse keizer Otto I. Op 27 oktober 971 werd hij tot bisschop van Luik aangesteld door de keizer, in wiens dienst hij tegelijkertijd toch bleef. Tijdens het bewind van de keizers uit de Ottoonse dynastie speelde hij een belangrijke politieke rol. Hij had als taak weerwerk te bieden tegen de naar autonomie strevende feodale geslachten in het hertogdom Lotharingen, en door met veel omzichtigheid op te treden slaagde hij er uiteindelijk in deze taak tot een goed einde te brengen.
Vooral gedurende de regering van keizer Otto III, die hij herhaalde malen op diens tochten naar Italië vergezelde, was zijn invloed zeer groot. Hij verwierf de graafschappen Hoei (in 985) en Bruningerode (in 987), en mocht daar door een beschikking van keizer Otto II de grafelijke rechten uitoefenen. Op die manier vestigde hij de facto het Luikse vorstendom, en mocht hij terecht de titel prins-bisschop voeren. Nadien genoot hij ook het vertrouwen van keizer Hendrik II, die hij in Neder-Lotharingen steunde in diens strijd tegen graaf Boudewijn IV van Vlaanderen.
Rijksbisschop Notger was een groot organisator en beschermer van letteren, kunsten en wetenschappen. Onder zijn bewind onderging de stad Luik een grondige metamorfose, door de aanleg van een stadsmuur met indrukwekkende versterkingsgordel, de stichting van verschillende nieuwe kerken waaronder de Sint-Denijskerk, de Sint-Adalbertkerk, de Sint-Janskerk en de Heilig Kruiskerk, en de bouw van de voorlopers van de Sint-Lambertuskathedraal en het Paleis van de Prins-bisschoppen. Hij zette tal van kunstenaars aan het werk, en zijn kathedraalschool van Sint-Lambertus, waaraan onder meer Waso van Luik leraar was, trok leerlingen uit alle windstreken. Er wordt over hem weleens gezegd: Liège, tu dois Notger au Christ et le reste à Notger ("Luik heeft Notger aan Christus te danken en het overige aan Notger").